# Eremocinetus avius
Eremocinetus avius là một loài tò vò trong họ Ichneumonidae.